# Polaris
Polaris là sao sáng nhất trong chòm sao Tiểu Hùng, tên La Tinh: Alpha Ursae Minoris, có ký hiệu là α UMi. Hiện nay Polaris là sao Bắc Cực, vì vị trí rất gần thiên cực bắc của nó trên thiên cầu. Do hiện tượng tuế sai, trong đó trục quay của Trái Đất có chuyển động quay với chu kỳ 25800 năm, gây ra thay đổi vị trí thiên cực của thiên cầu theo một vòng tròn bán kính khoảng 23,5°, với tâm nằm giữa chòm sao Thiên Long.
Polaris cũng khá lớn, nếu thế chỗ cho Mặt Trời, nhiệt độ của Trái Đất sẽ là 1 445°c. Trong khi đó, Vệ tinh Triton của sao Hải Vương sẽ có nhiệt độ âm vài độ c vì vùng sự sống của Polaris ở ngay hệ sao Hải Vương

## Tên gọi trong ngôn ngữ khác
Sao Polaris trong tiếng Anh có các tên gọi khác nhau như: "North Star" (Sao Bắc Cực), "Lode Star" (Sao Quặng), "Pole star" (Sao Cực), "Polaris Borealis" (Sao Bắc Cực phương Bắc).

## Đặc điểm
Sao Polaris rất gần thiên cực, nên nó hầu như không chuyển động biểu kiến trên bầu trời đêm. Ngược lại các thiên thể khác trong các chòm sao cận thiên cực bắc như thể xoay quanh sao Polaris. Vì thế sao Polaris là ngôi sao định hướng cho người đi biển, đi rừng vào ban đêm. Từ thời cổ đại sao Polaris đã có mặt trong các bảng chỉ dẫn cổ xưa của người Assyria.
Polaris nằm cách thiên cực khoảng 1°, vì thế nó thực ra quay quanh thiên cực bắc trên một đường tròn nhỏ với đường kính khoảng 2° trên thiên cầu. 
Mặc dù Shakespeare đã viết rằng I am as constant as the northern star (Tôi bất biến giống như sao Bắc cực) trong một vở kịch về Julius Caesar mà ông viết vào khoảng năm 1599 , nhưng Polaris sẽ không mãi mãi là sao Bắc cực. Do hiện tượng tuế sai, cách đây vài nghìn năm các sao Thuban hay Vega (sao Chức Nữ) đã từng là sao Bắc cực. Vào khoảng năm 2100, Polaris sẽ đến gần thiên cực khoảng 0,5°.

## Định vị Polaris
Sao Polaris có thể tìm thấy trên hướng nối từ sao Merak (β UMa) tới sao Dubhe (α UMa) trong chòm sao Đại Hùng), là hai ngôi sao ở phần cuối của cái gàu (tưởng tượng) của chòm sao này. Polaris cũng có thể tìm thấy trên hướng trung tâm của chòm sao Tiên Hậu, có hình ảnh chữ W méo.
Tiếng tăm của Polaris hay sao Bắc cực đã làm nhiều người hiểu nhầm nó là ngôi sao sáng nhất trên bầu trời. Polaris là một ngôi sao biến đổi Cephea, có cấp sao biểu kiến khoảng 2,01m, đứng khoảng thứ 51 trên bầu trời. Ngôi sao sáng nhất trên bầu trời Bắc Bán cầu (trừ Mặt Trời) là sao Thiên Lang, Sirius. Xem thêm Danh sách các sao sáng nhất.
Polaris cách Trái Đất khoảng 431 năm ánh sáng (132 pasec), lấy theo số đo của vệ tinh Hipparcos. Nó là một sao siêu khổng lồ F7 (Ib) hoặc là sao khổng lồ sáng (II), với hai sao đồng hành nhỏ hơn: sao đồng hành xa F3 V - thuộc chuỗi chính cách xa khoảng 2000 AU và sao đồng hành gần hơn trên quỹ đạo với bán trục chính khoảng 5 AU. Các sao chuỗi chính là thuộc về quần thể II (biến thiên cepheid), tức là các xung do hoạt động của nó làm cho độ sáng của nó biến đổi theo chu kỳ một cách đều đặn. Vào khoảng năm 1900, Polaris có độ sáng nằm trong khoảng từ 8% sáng hơn đến 8% tối hơn so với độ sáng trung bình của nó (±0,15 độ sáng biểu kiến) với chu kỳ 3,97 ngày. Vào năm 2005, các biến số này sẽ là khoảng ±2%. Nó cũng sáng hơn 15% (tính trung bình) so với thời điểm năm 1900; chu kỳ cũng dài hơn khoảng 8 giây mỗi năm kể từ năm 1900.
Các nghiên cứu gần đây được đăng tải trên tạp chí Science cho rằng ngày nay Polaris 2,5 lần sáng hơn so với thời kỳ Ptolemy quan sát nó. Nhà thiên văn học Edward Guinan cho rằng điều này là một tỷ lệ thay đổi đáng kể và nói rằng "Nếu điều đó là sự thật, thì các thay đổi này 100 lần lớn hơn so với những điều mà người ta dự đoán theo các học thuyết hiện nay về sự tiến hóa sao".
Hiện nay không có sao Nam cực thực sự. Ngôi sao nhìn thấy bằng mắt thường gần nhất với cực nam của bầu trời là ngôi sao mờ Sigma Octantis, đôi khi còn gọi là Polaris Australis. Tuy nhiên, chòm sao sáng Nam Thập Tự chỉ thẳng tới cực nam của bầu trời.